# Oecismus
Oecismus is een geslacht van schietmotten uit de familie Sericostomatidae. De typesoort van het geslacht is Oecismus mucidus.

## Soorten
Het geslacht kent de volgende soorten:
- Oecismus kazdagensis
- Oecismus monedula
- Oecismus mucidus
- Oecismus tjederi